# Very Idham Henyansyah
Very Idham Henyansyah, noto anche come Ryan (Jombang, 1º febbraio 1978), è un serial killer indonesiano.
Ha ucciso 11 persone.

## Il Macellaio di Jambong

### Il caso
Arrestato il 22 luglio del 2008, Very confessò alla polizia 11 omicidi, che si sono svolti nell'arco di due anni. Mostrò rimorso per le vittime. Uno degli omicidi più raccapriccianti che è stato riportato è avvenuto l'11 luglio a sud di Giacarta, la capitale dell'Indonesia. La vittima, Heri Santoso, è stata pugnalata, picchiata con un piede di porco e tagliata in sette pezzi. I pezzi sono stati in parte sparsi per le strade e in parte abbandonati in una valigia. Per quanto riguarda gli omicidi in generale, uccideva le sue vittime con un coltello o una spranga e seppelliva i corpi nel cortile di casa sua, situata nel villaggio di Jatiwates, nel Jombang, a 640 km a est di Giacarta.
Durante il disseppellimento dei cadaveri, una moltitudine di curiosi (apparentemente centinaia) è stata a guardare; alcune persone arrivarono a vendere alcuni souvenir ai presenti. 
Si trovarono altri 10 cadaveri. Quasi tutte le sue vittime erano omosessuali, con l'eccezione di una donna e della sua figlia di tre anni. Questa donna fu uccisa perché provò a sedurlo; la figlia fu massacrata perché testimone oculare. La particolarità che caratterizza il killer è la sua omosessualità; per questo uccideva persone del suo stesso orientamento sessuale. Molte delle sue vittime avevano lavorato presso un centro di fitness locale.

### Vittime
1. Heri (o "Herry") Santoso (40 anni)
2. Vincent Yudi Priyono (31 anni)
3. Ariel Somba (34 anni)
4. Grady Gland Adam Tumbuan (? anni)
5. Guruh Setyo Pramono alias Guntur (27 anni)
6. Agustinus Fitri Setiawan (28 anni)
7. Nanik Hidayati (31 anni)
8. Sylvia Ramadani Putri (3 anni), la figlia della settima vittima
9. Muhamad Aksoni (29 anni)
10. Zainal Abidin (21 anni)
11. Muhammad "Aldo" Asrori (? anni)

### La fama
Il suo caso, grazie ai media, raggiunse molta notorietà. Al suo arresto è stato soprannominato il Serial Killer Cantante perché intrattenne gli ufficiali giudiziari e i giornalisti cantando dalla cella un brano di un suo album pop che avrebbe pubblicato, "My Last Performance" ("La Mia Ultima Esibizione"). 
L'album è stato registrato in carcere. Il rimorso per i suoi crimini è stata la "sua forza motivante dietro l'album", ha detto. Le autorità non si opposero a questa decisione, limitandosi a dire che la legge non vietava ciò e che era un suo diritto pubblicare un album. 
Tutto il suo successo che aveva in quelle settimane sbalordì le autorità. Molti visitatori arrivarono a farsi scattare una foto accanto a lui. Il killer ammise che il successo gli fu inaspettato.
Un altro suo soprannome, usato per girare un documentario su di lui, è quello di The Smiling Killer, il Killer Sorridente. L'ultimo suo nomignolo, che gli è derivato dagli omicidi, è Il Macellaio di Jambong. Nel febbraio del 2009 ha scritto un libro autobiografico dal titolo "The Untold Story of Ryan" (La storia mai raccontata di Ryan). In questo libro scrisse che, prima di lavorare come modello, era un insegnante del Corano. Very ammise anche che uccise Santoso dopo che gli offrì dei soldi e una macchina in cambio di sesso con il suo fidanzato.
Nell'ottobre del 2010 ha annunciato che stava progettando di sposarsi con una commerciante di droga condannata al carcere, chiamata Eny Wijaya. La conobbe nel 2008, quando erano entrambi detenuti presso il centro di detenzione di narcotrafficanti di Giacarta. Eny Wijaya è uscita dal penitenziario di Pondok Bambu attorno al settembre del 2010. Uno dei motivi per sposare Eny era quello di soddisfare il desiderio di sua madre, che voleva fosse sposato con una donna.

### Processo
Alcuni psichiatri che lo hanno esaminato hanno scoperto che soffriva di una personalità molto sensibile, ma in generale era sano di mente. Il 6 aprile del 2009 a Depok è stato trovato colpevole di tutti e 11 gli omicidi che ha confessato e condannato a morte dalla corte di Giacarta. La madre rimase per tutta l'udienza accanto a lui. La sua sentenza non è stata ancora eseguita. Sta tuttora scontando la pena nel penitenziario di Kesambi a Cirebon. Il motivo che lo spinse a compiere tutti questi omicidi sarebbe la "gelosia che spinge i killer omosessuali a uccidere". La figura di sua madre, Kasiyatun, è ambigua: è stata descritta come una persona dominante e litigiosa. Verry crebbe con un carattere aggressivo e con una forma di misoginia principalmente per causa sua. Al processo non mostrò di provare rabbia verso di lei, che, come detto in precedenza, gli fu accanto. Arrivò anche a dedicarle una canzone, Forgive Me Mother (Perdonami, Madre).
In carcere lui ha detto che "piange spesso, si sente depresso e spaventato e di notte pensa alla sua vita. Ciò che gli risolleva lo spirito è comporre e cantare canzoni".
Il caso di Very si è svolto poco dopo quello di Ahmad Suradji, uno sciamano indonesiano condannato a morte il 10 luglio del 2008 per almeno 42 omicidi.